# Байково (Нижегородская область)
Байково — село в Починковском районе Нижегородской области. Входит в состав Ужовского сельсовета.
В селе расположено отделение Почты России (индекс 607901).
Основано в XVII веке.
Население около 1000 человек. В данный момент основное население села составляют пожилые люди.

## Организации
- Администрация села;
- 3 частных магазина;
- 2 государственных магазина;
- Отделение Почты России;
- Отделение Сбербанка;
- Библиотека;
- Троицкая церковь;
- Медпункт;
- Школа;
- Детский сад;
- Ферма;
- Кирпичный завод.

## Улицы
- Большая — центральная улица, начинается через 500 метров от моста через реку Алатырь и тянется до развилки в конце села. В другую сторону от моста через один километр дорога выходит на трассу Нижний-Новгород — Саранск.
- Улица Макарова — одна из самых больших улиц в селе. Здесь расположены несколько магазинов, клуб, школа. До переименования в 90-е годы эта улица называлась «Околица».
- Новая улица — самая молодая улица в Байково. Рядом с ней расположено сельское кладбище, далее гаражи и ток для зерна, а метрах в двухстах от неё находится ферма.
- Улица Шабарова — на этой улице расположена Церковь, единственная на несколько соседних деревень. Церковь построена в конце XIX века на пожертвования жителей села. Эта улица ведет из Байково в Ильинское, до которого по лугам около одного километра.. Раньше эта улица называлась «Кривая».
- Миллионовка — самая дальняя улица в селе, она начинается на перекрестке, состоящем из Большой улицы, Новой и дорогой в сторону МадаевоВ пяти километрах от перекрёстка расположено село Сырятино.
- Покровская — Идёт параллельно улице Макарова, но немного короче. Достопримечательностью этой улицы является небольшое болото в самом её начале, носящее название «Вшивый куст».
- Переулок Молодёжный — переулок, связывающий улицу Макарова и Шабарова. На нём расположена местная девятилетняя Школа и администрация села. Здесь же расположено несколько трёхэтажных многоквартирных домов.

Расположение улиц напоминает букву Щ, в основании которой находится улица Большая. Все улицы имеют асфальтовое покрытие. Практически во все дома проведен природный газ.

## Персоналии
- Бельский, Александр Георгиевич